# Ажен (регбійний клуб)
Спортінг Юньон Ажен Ло-і-Гаронна (фр. Sporting union Agen Lot-et-Garonne), або просто Ажен — французький регбійний клуб, який виступає у вищій лізі національного чемпіонату (Топ 14). Команда базується в місті Ажен (департамент Ло і Гаронна). Домашні матчі команда проводить на арені Арманді, що вміщає 14 тисяч глядачів. Заснований в 1908 році колектив вийшов в Топ 14 за підсумками сезону 2009/2010, коли то команда стала переможцем Другого дивізіону (Про Д2). Ажен також виступає у другому за значимістю європейському турнірі — Європейському кубку з регбі. Традиційні кольори клубу — синій і білий, однак під час тривання міжнародних матчів сезону 2006/2007 команда використовувала оранжеву форму.

## Історія
Клуб було засновано в 1908 році. Команда вперше стала учасником фіналу чемпіонату Франції у 1930 році. Тоді синьо-білі зустрілися з Кіяном і виграли з рахунком 4:0. У наступні роки команда стала переможцем турніру Шаленж Ів дю Мануар (1932) і його фіналістом у 1933. Перша удача наступного десятиліття випала на 1943 рік: Ажен завоював кубок Франції, обігравши в фіналі Бордо-Бегль (11:4). У тому ж році команда вийшла у фінал чемпіонату, проте зробити дубль регбісти не зуміли (поразка від Авірон Байонне, 0:3). У 1945 році клуб все ж таки став чемпіоном, в вирішальному матчі гравці Ажена переграли суперників з Лурду (7:3). Крім того, колектив знову виграв кубок Франції, підсумкова перемога була здобута над Монтферрадом (14:13). На 1940-ті роки припав ще один фінал чемпіонату, в якому Ажен програв Тулузі з рахунком 3:10.
Протягом наступних десяти років клуб не завоював жоден титул, зате 60-ті роки принесли в колекцію Ажена нові трофеї. У 1962 році команда стала триразовим чемпіоном країни завдяки перемозі над Безьє Еро в фіналі сезону (14:11). Через рік регбісти виграли Шаленж, розгромивши Брів (11:0). У 60-х Ажен виграв щит Бреннуса — головний приз чемпіонату Франції ще двічі: в 1965 (перемога над Брів) і 1966 (Дакс) роках.
Нова декада в історії клубу вийшла не досить вдалою. Клуб програв у фіналі Шаленж: опоненти з Тулона переграли синьо-білих з невеликою різницею — 22:25. Аналогічний результат спіткав Ажен і в фіналі Шаленж у 1975 році, коли клуб програв Безьє Еро з рахунком 12:16. Проте, Ажен зумів взяти реванш, перемігши команду Безьє в підсумковому матчі чемпіонату Франції 1976 року (13:10). Таким чином, команда взяла перший за десять років титул найкращої команди країни.
Головні успіхи клубу припали переважно на 80-ті роки. У 1982 році, перевершивши в фіналі Авірон Байонне (18:9), команда здобула титул національних чемпіонів. В наступному сезоні Ажен значно обіграв Тулон в матчі за титул переможця Шаленж (29:7). У 1984 році колектив знову вийшов у фінал чемпіонату країни, в якому, втім, поступився команді Безьє Еро. Настільки ж невдалим виявився фінал 1986 року, Ажен програв матч проти Тулузи. Чергова срібна медаль дісталася регбістам у 1987 році (Шаленж), коли вони поступилися Греноблі. Нарешті, в 1988 році Ажен виграв чемпіонат — вирішальна зустріч з Тарб завершилася перемогою з рахунком 9:3.
Надалі результативність команди дещо спала. У фіналі чемпіонату 1990 Ажен програв зустріч з Рейсінг (12:22). У 1992 році команда виграла останній на даний момент Шаленж Ів дю Мануар (перемога у фіналі над Нарбонн, 23:18). 1998 рік ознаменувався першим виходом у фінал єврокубка: Ажен став учасником фіналу Європейського кубку з регбі. Протистояння двох французьких клубів: Ажена та Коломьє завершилося розгромною перемогою суперника (5:43). 8 червня 2002 клуб зустрівся з Біарріц Олімпік в фіналі чемпіонату і програв.
Один з найкращих гравців клубу в останні роки є фіджийський вінгер Рупені Каукаунібука. Команда повернулась в елітний дивізіон в 2010 році здебільшого завдяки його висококласній грі. Однак у вересні 2010 року його було виключено з команди. Згодом Каукаунібука з'явився в складі Тулузи.

## Досягнення
Топ 14
- Чемпіон: 1930, 1945, 1962, 1965, 1966, 1976, 1982, 1988
- Фіналіст: 1943, 1947, 1984, 1986, 1990, 2002

Шаленж Ів дю Мануар
- Переможець: 1932, 1963, 1983, 1992
- Фіналіст: 1933, 1970, 1975, 1987

Кубок Франції
- Переможець: 1943, 1945

Європейський кубок з регбі
- Фіналіст: 1998

Шаленж Арман Вакеран
- Переможець: 1999

Про Д2
- Переможець: 2010

## Фінальні матчі

### Топ 14
|                 |                 |                |           |                               |               |
| Дата            | Чемпіон         | Фіналіст       | Результат | Стадіон                       | Вболівальники |
| 18 травня 1930  | Ажен            | Кіян           | 4:0       | Парк Лескюр, Бордо            | 28 000        |
| 21 березня 1943 | Авірон Байонне  | Ажен           | 3:0       | Парк де Пренс, Париж          | 28 000        |
| 7 квітня 1945   | Ажен            | Лурд           | 7:3       | Парк де Пренс, Париж          | 30 000        |
| 13 квітня 1947  | Тулуза          | Ажен           | 10:3      | Стад де Пон Жюмо, Тулуза      | 25 000        |
| 27 травня 1962  | Ажен            | Безьє Еро      | 14:11     | Муніципальний стадіон, Тулуза | 37 705        |
| 23 травня 1965  | Ажен            | Брів           | 15:8      | Жерлан, Ліон                  | 28 758        |
| 22 травня 1966  | Ажен            | Дакс           | 9:8       | Муніципальний стадіон, Тулуза | 28 803        |
| 23 травня 1976  | Ажен            | Безьє Еро      | 13:10     | Парк де Пренс, Париж          | 40 300        |
| 29 травня 1982  | Ажен            | Авірон Байонне | 18:9      | Парк де Пренс, Париж          | 41 165        |
| 26 травня 1984  | Безьє Еро       | Ажен           | 21:21     | Парк де Пренс, Париж          | 44 076        |
| 24 травня 1986  | Тулуза          | Ажен           | 16:6      | Парк де Пренс, Париж          | 45 145        |
| 28 травня 1988  | Ажен            | Тарб           | 9:3       | Парк де Пренс, Париж          | 48 000        |
| 26 травня 1990  | Рейсінг         | Ажен           | 22:12     | Парк де Пренс, Париж          | 45 069        |
| 8 червня 2002   | Біарріц Олімпік | Ажен           | 25:22     | Стад де Франс, Сен-Дені       | 78 457        |

### Шаленж Ів дю Мануар
|      |            |           |             |
| Рік  | Переможець | Результат | Фіналіст    |
| 1932 | Ажен       |           | Ліон        |
| 1933 | Ліон       |           | Ажен        |
| 1963 | Ажен       | 11:0      | Брів Коррез |
| 1970 | Тулон      | 25:22     | Ажен        |
| 1975 | Безьє Еро  | 16:12     | Ажен        |
| 1983 | Ажен       | 29:7      | Тулон       |
| 1987 | Гренобль   | 26:7      | Ажен        |
| 1992 | Ажен       | 23:18     | Нарбонн     |

### Кубок Франції
|      |            |           |               |
| Рік  | Переможець | Результат | Фіналіст      |
| 1943 | Ажен       | 11:4      | Стад Бордле   |
| 1945 | Ажен       | 14:13     | АС Монтферрад |

### Європейський щит
|      |            |           |          |                           |               |
| Рік  | Переможець | Результат | Фіналіст | Стадіон                   | Вболівальники |
| 1998 | Коломьє    | 43:5      | Ажен     | Стад де Септ-Дені, Тулуза | 12 500        |

### Про Д2 плей-офф
|      |             |           |             |                       |               |
| Рік  | Переможець  | Результат | Фіналіст    | Стадіон               | Вболівальники |
| 2014 | Стад Рошель | 31:22     | Ажен        | Шабан-Дельмас, Бордо  | 33 262        |
| 2015 | Ажен        | 16:15     | Стад Монтуа | Ернест-Валлон, Тулуза |               |

## Сезон 2016—2017 Про Д2[1]
| 1 | Ойонна                   | 19                                | 12 | 0 | 7  | 541 | 407 | +134 | 5 | 5 | 58 |
| 2 | Ажен                     | 19                                | 12 | 1 | 6  | 501 | 397 | +104 | 3 | 3 | 56 |
| 3 | Монтобан                 | 19                                | 12 | 0 | 7  | 462 | 322 | +140 | 4 | 2 | 54 |
| 4 | Коломьє                  | 19                                | 12 | 0 | 7  | 473 | 350 | +123 | 3 | 2 | 53 |
| 5 | Мон-де-Марсан            | 19                                | 11 | 0 | 8  | 426 | 383 | +43  | 2 | 6 | 52 |
| 6 | Біарріц Олімпік          | 19                                | 11 | 0 | 8  | 455 | 424 | +31  | 1 | 3 | 48 |
| 7 | Каркассон                | 19                                | 10 | 1 | 8  | 422 | 396 | +26  | 2 | 2 | 46 |
| 8 | Стад Орійяк              | 19                                | 10 | 0 | 9  | 408 | 434 | –26  | 3 | 3 | 46 |
| 9 | Ангулем                  | 19                                | 10 | 1 | 8  | 358 | 382 | -24  | 1 | 1 | 44 |
| 10 | Перпіньян                | 19                                | 8  | 1 | 10 | 419 | 407 | +12  | 5 | 3 | 42 |
| 11 | Дакс                     | 19                                | 9  | 0 | 10 | 413 | 483 | -70  | 1 | 4 | 41 |
| 12 | Нарбонн                  | 19                                | 9  | 1 | 9  | 365 | 474 | −109 | 1 | 0 | 39 |
| 13 | Безьє Еро                | 19                                | 7  | 0 | 12 | 418 | 391 | +27  | 6 | 3 | 37 |
| 14 | Ванн                     | 19                                | 5  | 2 | 12 | 383 | 480 | −97  | 1 | 5 | 30 |
| 15 | Альбі                    | 19                                | 6  | 2 | 11 | 372 | 505 | −133 | 0 | 2 | 30 |
| 16 | Бургуен Жальє            | 19                                | 3  | 1 | 15 | 308 | 489 | −181 | 1 | 4 | 19 |
| Зелений фон Чемпіони, автоматичний аванс до Топ 14. Голубий фон Команди, які вийшли у плей-офф Червоний фон Команди, які вилітають в Федераль 1. Примітки:Якщо дві команди здобули таку саму кількість балів, їх позиція вираховується по результатам різниці зібраних балів. |                          |                                   |    |   |    |     |     |      |   |   |    |
| | 2016–2017 Про Д2 Таблиця | читати · редагувати · обговорення |    |   |    |     |     |      |   |   |    |

## Знамениті гравці

### Французькі гравці
| - Метью Бару - Гі Баске - Жан-Поль Бу - Крістіян Бегрі - Жан-Батіст Бедер - Абделятіф Бенадзі - Рене Бенезіз - Філіп Бенеттон - П'єр Бербізьє - Філіп Беру - Поль Б'єморе - Себастьєн Бонетті - Жан Бубе - Гійом Буїк - Крістіян Каліфано - Олів'є Кампан - Жорж Карабіньян - Жан Кляві - Валентін Кур - Девід Кузіне - Жан-Франсуа Ку - Жан-Жак Кренка - Марк Даль Мазо - Жан-Луї Дуї | - Крістіян Деляж - Даніель Дюброка - Ів Дюффу - Жан-Луї Дюпон - Бріс Дулян - Сільвен Дюпуї - Луї Ечаві - Пепіто Ельорга - Домінік Ербані - Альберт Феррас - Жак Фор - Франсуа Жулі - Ерік Глез - Жак Граттон - П'єр Гіллю - Маріус Гіраль - Франсіс Аже - Седрік Емонс - Жан-Клод Іке - Тьєррі Лабрусс - Бернар Лакомб - П'єр Лакруа - Люк Лафорг - Крістоф Ламейзон | - Грегуар Ласкубі - Мішель Лассер - Серж Лассужад - Марсель Лоран - Бернар Лавіні - Джоель Ллоп - Матью Л'євремун - Жерар Маньяк - Жан-Клод Мальбе - Крістоф Мана - Жан Матью-Комба - Жан-Мішель Меза - Патрік Маззер - Жером Мікель - Жан Морібу - Крістоф Поркю - Олів'є Саррамеа - Філіп Селя - Мішель Сітхар - Лоран Сейне - Жан-Луї Тулу - Бруно Тулу - Макс Віжрі - Бернар Вівьес |

### Міжнародні гравці
| - Белісаріо Агулля - Еусебіо Гвінязу - Омар Хасан - Скотт Даруда - Джуніор Пелісаса - Антон Пейкрішвіллі - Бека Шеклашвіллі - Іраклі Махкханелі - Осеа Колінісау - Таньєля Равака - Рупені Каукаунібука - Саїмоні Вака - Кевін Свайрін - Інакі Басаурі - Кірілл Кулємін | - Сантяго Деллапе - Алессіо Галассо - Аарон Персіко - Франческо Дзані - Конрад Барнард - Данієль (Нель) ду Плессіс - Герт Муллер - Конрад Столтз - Росс Скіте - Адрі Баденхорст - Деніс Фожерті - Джаліл Нарджіссі - Люк Хамільтон - Джеймі Робінсон | - Серджіо Вальдес - Біллі Фултон - Джон Швальгер - Бен Блер - Річард Фромонт - Кііс Мііувс - Сільвере Тян - Солін Сокол - Вільяму Афатія - Лісіате Фа'аосо - Уеліні Фоно - Опеті Фонуа - Семісі Телефоні - Ендрю Спрінггей - Колін Юкс |